# Edizioni Clandestine
Edizioni Clandestine è una casa editrice indipendente italiana fondata a Massa nel 1999 da Andrea Montemagni e Patrizia Fazzi, dal 2022 con sede a Cinisello Balsamo in seguito al passaggio di proprietà al Gruppo Santelli.. Dal 2022 l'editore è Giuseppe Santelli.

## Storia
Fondata nel 1999, è nota per la sua collana Highlander, all'interno della quale, oltre a classici di letteratura internazionale e di filosofia, vengono riproposti anche controversi testi politici integrali: destò particolare clamore la decisione di pubblicare il libro integrale del Mein Kampf di Adolf Hitler, senza edizione critica. Ciò suscitò polemiche al Salone internazionale del libro del 2018, dove fu presentato il libro, in seguito alle quali si sviluppò un dibattito sulla censura; chiamato a intervenire nella questione, il direttore del Salone Nicola Lagioia dichiarò che “se un libro non è vietato dalla legge, può essere venduto”. Nella stessa collana, Edizioni Clandestine pubblicò anche testi di estrema sinistra privi di note critiche tra i quali Il libretto rosso di Mao Zedong. Altre pubblicazioni di particolare rilevanza politica e sociale furono Il militante di Alfredo Helman, nonché le pubblicazioni collettive curate da Paola Staccioli: Fragole e sangue (incentrato sulle contestazioni operaie, studentesche e femminili degli anni Sessanta e Settanta) narrato da Erri De Luca, Andrea Camilleri, Nanni Balestrini, Massimo Carlotto, Elena Gianini Belotti, Gianfranco Manfredi, Stefano Tassinari e Haidi Giuliani, tra gli altri, e La rossa primavera (storie di resistenza tra i cui autori figurano Francesco Guccini, Lidia Ravera e Erri De Luca).
Tra gli autori classici pubblicati in edizione originale non critica da Edizioni Clandestine: Arthur Schopenhauer, Anton Čechov, Gustave Le Bon, Michail Afanas'evič Bulgakov, Marco Tullio Cicerone, Honoré de Balzac, Charles Baudelaire, Joseph Conrad, Fëdor Dostoevskij, Friedrich Engels, Georg Wilhelm Friedrich Hegel, Søren Kierkegaard, Friedrich Nietzsche.
Il 31 ottobre 2022 è stato annunciato l'acquisto della casa editrice da parte del Gruppo Santelli; conseguentemente la sede viene spostata nel milanese, a Cinisello Balsamo.
Sotto la guida di Giuseppe Santelli, Edizioni Clandestine riceve un nuovo impulso di sviluppo. Dopo aver modernizzato l'impatto visuale e grafico, pur mantenendo la tradizione e aver rafforzato ulteriormente il catalogo di classici, Edizioni Clandestine ha esteso il proprio raggio d'azione, ampliandosi sulla saggistica e sui libri d'arte, oltre a dar vita alla collana Narrazioni Clandestine, dedicata alla narrativa in pieno stile clandestine.

## Narrativa italiana
Oltre a Paola Staccioli, Edizioni Clandestine ha pubblicato opere di narrativa di Luca Farinotti, vincitore del Premio Selezione Bancarella della cucina 2019 e di Andrea Salieri, autore, tra gli altri titoli, del romanzo L'omicidio Berlusconi da cui fu tratto il film Ho ammazzato Berlusconi con Andrea Roncato e Alberto Bognanni, vincitore al Drake Film Festival di Caserta del premio come miglior attore protagonista. Altri autori italiani contemporanei pubblicati da Edizioni Clandestine sono stati: Lasse Braun, Daniele Babbini, Giorgio Bertolizio e Antonio Ferrero.

## Narrativa straniera
Edizioni Clandestine ha tradotto e pubblicato in Italia best seller internazionali tra cui Dietro il burqa di Batya Swift Yasgur, Nella mente del serial killer di John Douglas, I giorni dell'ETA di Iker Casanova e Paul Asensio, oltre ai libri del criminologo Christopher Berry-Dee e del consulente dell'Organizzazione delle Nazioni Unite Marc Vachon.

## Impegno sociale
Casa editrice ambientalista, è stata inserita da Il Sole 24 Ore nell'elenco degli editori attivi nel riciclo impegnato. Sostiene Amnesty International, Greenpeace e Medici senza frontiere cui, per anni, ha destinato una percentuale sui prezzi di copertina.

## Premi
- Premio Lizza d'oro 2002 a L'urlo di Andrea Salieri
- Premio Chiari MicroEditoria di qualità "Romanzo di formazione" 2007 a Lo stadio più bello del mondo di Luca Farinotti
- Premio Selezione Bancarella della cucina 2019 a #mondoristorante di Luca Farinotti[20]

## Formati e collane
- Highlander 13x20
- Narrazioni Clandestine 12,5 x 20,7
- Saggistica
- Arte